# Una tragedia florentina (ópera)
Una tragedia florentina  (título original en alemán, Eine florentinische Tragödie) es una ópera en un acto de Alexander von Zemlinsky, con libreto basado en la obra de teatro homónima de Oscar Wilde traducida al alemán por Max Meyerfeld y estrenada el 30 de enero de 1917 en la Ópera Estatal de Stuttgart. Los cantantes la noche del estreno fueron: la soprano Helene Wildbrunn, el tenor Rudolf Ritter y el barítono Felix Fleischer, todos bajo la dirección de Max von Schillings.
Esta ópera se representa poco; en las estadísticas de Operabase aparece la n.º 198 de las óperas representadas en 2005-2010, siendo la 29.ª en Austria y la primera de Zemlinsky, con 14 representaciones en el período.

## Argumento
El libreto de esta ópera en un acto es prácticamente la traducción literal de la tragedia homónima de Oscar Wilde.
La acción se desarrolla en Florencia, durante el siglo XVI.
Un rico comerciante de tejidos florentino, Simone, regresa a su casa después de estar ausente de ella durante algunas semanas. Al llegar, encuentra a su esposa Bianca en compañía de un hombre que se presenta como el Príncipe Guido Bardi, hijo del monarca de Florencia.
Un poco cohibido, Simone pregunta a su ilustre huésped si está siendo bien atendido por su esposa, a lo que el Príncipe, muy seguro de sí mismo, responde que Bianca lo ha atendido tan perfectamente que espera poder volver a visitarla la próxima vez que Guido se ausente...
Simone, más calmado, da por hecho que Guido ha ido a su casa, no como amigo, sino como cliente y a continuación le muestra una magnífica tela de damasco. El Príncipe le contesta que a la mañana siguiente enviará a un criado por la tela y que pagará por ella el doble de su precio. Simone le muestra entonces una túnica veneciana y el Príncipe, no sólo la compra por mucho más de lo que vale, sino que se compromete a comprar toda la mercancía que Simone posea.
Simone, con doble sentido, le dice amablemente a Guido que, desde esa noche, todo lo que hay en su casa le pertenece y que no le negaría nada de lo que le pidiese. El Príncipe le pregunta qué ocurriría si le pidiese a Bianca, a lo que Simone, controlando su cólera, le responde que ella no es digna de un Príncipe, pues sólo sirve para las tareas domésticas.
A continuación, Simone pregunta a Guido su opinión sobre varios asuntos de la política ducal: las relaciones con Francia, con el papado, los aranceles aduaneros... y a todo ello Guido responde que no le interesa lo más mínimo. Simone, cada vez más acalorado, pregunta entonces si todo el interés de Guido se reduce a las cuatro paredes de esa habitación y a los tres personajes que hay en ella. Bianca intenta disculpar los malos modales de su esposo y le dice a Guido que le gustaría que Simone estuviese muerto.
El comerciante ve en un rincón un laúd propiedad del Príncipe y le pide a éste que toque, a lo que Guido se niega alegando que la bella voz de Bianca ya ha sido suficiente placer por esa noche. La situación entre los tres personajes, poco a poco, va haciéndose más tensa. Simone, entonces, ordena a su esposa que traiga una botella de vino para celebrar la visita de tan honorable huésped. Guido comienza a inquietarse.
Simone, al servir las copas, derrama unas gotas de vino sobre el mantel y comenta que cuando el vino se vierte es señal de que así mismo va a verterse sangre; a continuación abandona la habitación.
El Príncipe, harto de la tensión, toma su espada y se despide con un beso apasionado de Bianca. Aparece Simone y al enterarse de que Guido se marcha, ordena a Bianca que busque un candil para alumbrar el camino de regreso del Príncipe. A continuación Simone, mirando descaradamente al Príncipe, le dice que él, a pesar de ser plebeyo, también posee una vieja espada que en una ocasión le sirvió para cortarle en cuello a un ladrón que intentó robarle un caballo; pues que a él, lo único que lo saca de quicio es que alguien intente quitarle algo suyo por insignificante que sea.
El comerciante, como bromeando, propone al Príncipe comprobar cual de las dos espadas está mejor templada y propone un duelo. Bianca, ya sin disimulo, dice a Guido que mate a su esposo. Los dos hombres se baten, al principio como en broma, luego en serio. El comerciante, desarmando al Príncipe, lo arroja al suelo y sin atender sus súplicas lo estrangula.
Junto al cadáver de Guido, Bianca abraza sensualmente a su esposo mientras le pregunta: ¿Por qué nunca me dijiste que eras tan fuerte?... A lo que éste, besándola, le responde: ¿Y por qué nunca me dijiste que eras tan bella?.

## Discografía
1981
Bianca: Sigune von Osten; Guido: Heinz Jürgen Demitz; Simone: Werner Götz
Orquesta: Teatro La Fenice de Venecia; Director: Friedrich Player; Casa: FONIT CETRA.

1983
Bianca: Doris Soffel; Guido: Kenneth Riegel; Simone: Guillermo Sarabia
Orquesta: Orquesta Sinfónica de Radio Berlín; Director: Gerd Albrecht; Casa: SCHWANN.

2001
Bianca: Deborah Voigt; Guido: Donnie Albert; Simone: David Kuebler
Orquesta: Filármonica de Colonia; Director: James Conlon; Casa: EMI

2003
Bianca: Iris Vermillion; Guido: Heinz Kruse; Simone: Albert Dohmen
Orquesta: Concertgebouw; Director: Riccardo Chailly; Casa: DECCA

2003
Bianca: Iris Vermillion; Guido: Viktor Lutsiuk; Simone: Albert Dohmen
Orquesta: Radio Francia; Director: Armin Jordan; Casa: NAÏVE